# Chthonius mayorali
Chthonius mayorali är en spindeldjursart som beskrevs av Carabajal Márquez, Garcia Carrillo och Rodríguez Fernández 200. Chthonius mayorali ingår i släktet Chthonius och familjen käkklokrypare. Inga underarter finns listade i Catalogue of Life.